# فیرنهایم
شهر فیرنهایم (به آلمانی: Viernheim) در ایالت هسن در کشور آلمان واقع شده‌است.